# Monasterio de San Lorenzo de Morunys
El monasterio de San Lorenzo de Morunys (Sant Llorenç de Morunys en catalán) es un antiguo cenobio benedictino que, posteriormente, se recovirtió en iglesia parroquial de la población catalana de San Lorenzo de Morunys, en la comarca del Solsonés. 
En 1976 fue declarado Monumento Histórico Artístico.

## Historia
Los orígenes del cenobio se encuentran en una antigua casa en la que residía una comunidad de religiosos, dirigidos por el abad Bo (910). Parece ser que se regían por una regla de tipo visigótico. El sucesor de Bo fue el abad Ciendiscle (920).
En el 971, la comunidad recibió una importante donación de parte del conde Borrell, donaciones que continuaron con posterioridad, enmarcadas en la política de repoblación existente en el momento.
En el año 1019, debido a las gestiones realizadas por Ermesenda de Carcasona y por el obispo Ermengol, quedó unido como priorato al Monasterio de San Saturnino de Tabérnolas, en un intento de expandir la regla benedictina por los monasterios catalanes.
En 1078 pasó a depender del monasterio de San Andrés de Trespons pero al siguiente año, Tresponts quedó bajo la tutela de Santa María de Ripoll. El monasterio de Tabérnolas recuperó los derechos de San Lorenzo que dependió del cenobio de Anserall durante los siglos XII y XIII.
En el 1297, Ramón Folc, vizconde de Cardona solicitó al abad de San Lorenzo la construcción de un pueblo del que se repartirían los diezmos entre la iglesia y el vizcondado. Nació así la población de San Lorenzo de Morunys; la iglesia del monasterio pasó a ser el templo parroquial de la nueva villa.
El monasterio de San Lorenzo continuó unido al de Tabérnolas hasta 1592, año en el que fue secularizado por orden de Clemente VIII. En la antigua iglesia se creó una colegiata.

## El edificio
Es un ejemplo del románico lombardo del siglo XI. Tiene planta basilical y es de tres naves. La nave principal está cubierta con bóveda de cañón mientras que las laterales presentan bóveda de aristas. Tiene ábside en la nave central; en la nave del norte es de forma semicircular, habiendo desaparecido el otro ábside lateral. Bajo el ábside principal se encontraba la cripta, hoy en ruinas.
En su interior se conserva un retablo barroco de Josep Pujol, dedicado a la Mare de Déu dels Colls. Cubre gran parte de la capilla y está muy decorado con profusión de imágenes y de representaciones, entre las que destaca la de la virgen morena. Está considerado como una de las obras más representativas del barroco catalán.
Hay pinturas murales en el ábside central y la cúpula está pintada del siglo XIX. También se conserva otro retablo barroco, el del Espíritu Santo, de 1419 de Lluís Borrassà. El altar mayor, también de estilo barroco, es obra de Joan Francesc Morató y resultó parcialmente destruido durante la Guerra Civil.
En la puerta románica, se puede observar la decoración lombarda de arcuaciones como también en los ábsides.
El campanario y el claustro son renacentistas del siglo XVI. El claustro tiene forma trapezoidal con dos galerías con arcos apoyados sobre columnas lisas. Se encuentra bastante deteriorado.